# Carvedilol
Carvedilol es el nombre genérico de un medicamento que actúa como antagonista de los receptores beta-adrenérgicos no selectivo y que también induce vasodilatación periférica mediado, al menos en parte, por bloqueo de receptores alfa-1. El carvedilol es uno de los beta bloqueantes que requiere ajuste de dosis en pacientes con actividad anormal del citocromo CYP2D6 por razón del polimorfismo metabólico de la enzima.
El carvedilol podría ser uno de los betabloqueadores preferidos para los pacientes diabéticos después de un infarto agudo de miocardio o con fallo cardiaco, debido a su efecto favorable en la sensibilidad a la insulina, y el perfil de lípidos plasmáticos en pacientes con diabetes mellitus tipo 2.

## Efectos adversos
Los efectos adversos más comunes (incidencia >10%) incluyen:
- mareos
- fatiga
- baja presión sanguínea
- diarrea
- debilidad
- ritmo cardíaco más lento
- aumento de peso
- disfunción eréctil

El carvedilol no está recomendado para personas con enfermedad broncoespástica no controlada (e.g. síntomas corrientes de asma) ya que puede bloquear los receptores que intervienen en la apertura de las vías respiratorias.
El carvedilol puede enmascarar síntomas de baja azúcar en sangre, puede causar aumento de libido en adultos mayores.